# Mikania micrantha
El guaco blanco de Venezuela (Mikania micrantha) es una planta tropical de la familia Asteraceae; conocida como vid amarga, trepadora de cáñamo, o cuerda estadounidense. A veces también se le llama vid de una milla por minuto (un apodo también se usa para la Persicaria perfoliata no relacionada).
Es una enredadera perenne de crecimiento vigoroso que crece mejor en áreas con alta humedad, luz y fertilidad del suelo, aunque puede adaptarse a suelos menos fértiles. Las semillas en forma de pluma son dispersadas por el viento. Un solo tallo puede producir entre 20 y 40 mil semillas por temporada.
La especie es nativa de las zonas subtropicales de América del Norte, Central y del Sur.

## Descripción
Mikania micrantha tiene tallos acanalados que crecen hasta 6 metros de longitud con 4–13 centímetros de hojas largas que tienen una base en forma de corazón y un ápice puntiagudo. Las flores blancas de 4.5–6.0 milímetros crecen en racimos.

## Especie invasiva
Mikania micrantha es una maleza extendida en los trópicos. Crece muy rápidamente (de 80 a 90 milímetros en una planta joven) y cubre otras plantas, arbustos e incluso árboles. Mikania es un problema en Nepal, ya que cubre más del 20% del parque nacional Chitwan.
Se han probado varias medidas de control contra Mikania en muchos países. Es moderadamente susceptible a los herbicidas 2,4-D y 2,4,5-T y paraquat. Cuscuta, una planta parásita, se ha utilizado en Assam y Sri Lanka para reprimir la propagación de Mikania de las tierras de desecho a las plantaciones de té. Otras medidas de control son los hongos Puccinia spegazzinii y los insectos Liothrips mikaniae.
Un ejemplo de su éxito se puede ver en Hong Kong, donde se registró por primera vez en 1884, ahora se ha extendido por toda la región e invade sus parques nacionales.
Las ganancias económicas debidas a Mikania son escasas en comparación con la pérdida debida a su infestación en varios ecosistemas. Se utiliza como forraje en muchos países. Las ovejas pastaban preferentemente Mikania en Malasia y otros bovinos también lo disfrutan. En Kerala, India, la maleza se utiliza como forraje en algunas partes del estado, especialmente durante el verano cuando la disponibilidad de pasto es escasa. Sin embargo, se sabe que Mikania causa hepatotoxicidad y daño hepático en el ganado lechero. Se ha informado el efecto antibacteriano de Mikania y su eficacia en la cicatrización de heridas. En Assam (NE India), las tribus Kabi usan el jugo de la hoja de Mikania como un antídoto para la picadura de insecto y la picadura de escorpión. Las hojas también se utilizan para tratar el dolor de estómago. El uso de jugo de Mikania como agente curativo para la picazón se reporta desde Malasia. Sin embargo, en todos estos casos, la evidencia terapéutica es escasa o inexistente. En África, las hojas de Mikania se utilizan como un vegetal para hacer sopas. La maleza se utiliza como cultivo de cobertura en plantaciones de caucho en Malasia. También se planta en pendientes para evitar la erosión del suelo. Se ha informado que el abono verde Mikania aumenta el rendimiento del arroz en Mizoram, India. Estudios recientes han demostrado que Mikania no es apta para el mantillo y el compostaje debido a su alto contenido de agua.

## Alelopatía
Los extractos de M. micrantha retardan la germinación y el crecimiento de una variedad de especies de plantas. Se han identificado al menos tres sesquiterpenoides que producen este efecto.

## Enfermedades
M. micrantha se ve afectada por un virus llamado Mikania micrantha wilt virus (MMWV), que es un Fabavirus.

## Usos medicinales
Se utiliza para curar cortes y detener hemorragias externas menores en Fiji, pero sus propiedades medicinales aún están por descubrir. También es un medicamento antiséptico local muy popular en el estado de Mizoram en la India, se conoce localmente como Japón Hlo. Su uso también ha sido reportado en el estado de Arunachal Pradesh; Las hojas frescas se machacan y luego se aplican sobre laceraciones para detener el sangrado y la curación posterior. En Bangladés solía tratar la úlcera gástrica y como un antiséptico local. También se ha reportado su uso para tratar la fiebre de malaria.